# Nachtmuziek
Nachtmuziek is het zesde studioalbum van Acda en De Munnik. Het is sinds drie jaar het eerste album met origineel materiaal. Voor het album is gebruikgemaakt van Opendisc, waardoor eigenaren van een originele cd toegang hebben tot bonusmateriaal op internet.

## Medewerkers
- Thomas Acda - Zang, gitaar, mondharmonica
- Paul de Munnik - Zang, piano en toetsen
- David Middelhoff - Basgitaar, gitaar, koor, arrangementen en co-productie
- Dave van Beek - Drums en percussie
- JB Meijers - Gitaar, toetsen, koor, arrangementen en productie
- Frans Hendriks - Mix en mastering

## Hitnotering
| "Nachtmuziek" in de Nederlandse Album Top 100 - binnen: 1 december 2008 | "Nachtmuziek" in de Nederlandse Album Top 100 - binnen: 1 december 2008 | "Nachtmuziek" in de Nederlandse Album Top 100 - binnen: 1 december 2008 | "Nachtmuziek" in de Nederlandse Album Top 100 - binnen: 1 december 2008 | "Nachtmuziek" in de Nederlandse Album Top 100 - binnen: 1 december 2008 | "Nachtmuziek" in de Nederlandse Album Top 100 - binnen: 1 december 2008 | "Nachtmuziek" in de Nederlandse Album Top 100 - binnen: 1 december 2008 | "Nachtmuziek" in de Nederlandse Album Top 100 - binnen: 1 december 2008 | "Nachtmuziek" in de Nederlandse Album Top 100 - binnen: 1 december 2008 | "Nachtmuziek" in de Nederlandse Album Top 100 - binnen: 1 december 2008 | "Nachtmuziek" in de Nederlandse Album Top 100 - binnen: 1 december 2008 | "Nachtmuziek" in de Nederlandse Album Top 100 - binnen: 1 december 2008 | "Nachtmuziek" in de Nederlandse Album Top 100 - binnen: 1 december 2008 | "Nachtmuziek" in de Nederlandse Album Top 100 - binnen: 1 december 2008 | "Nachtmuziek" in de Nederlandse Album Top 100 - binnen: 1 december 2008 | "Nachtmuziek" in de Nederlandse Album Top 100 - binnen: 1 december 2008 | "Nachtmuziek" in de Nederlandse Album Top 100 - binnen: 1 december 2008 | "Nachtmuziek" in de Nederlandse Album Top 100 - binnen: 1 december 2008 | "Nachtmuziek" in de Nederlandse Album Top 100 - binnen: 1 december 2008 | "Nachtmuziek" in de Nederlandse Album Top 100 - binnen: 1 december 2008 |
| Week                                                                    | 01                                                                      | 02                                                                      | 03                                                                      | 04                                                                      | 05                                                                      | 06                                                                      | 07                                                                      | 08                                                                      | 09                                                                      | 10                                                                      | 11                                                                      | 12                                                                      | 13                                                                      | 14                                                                      | 15                                                                      | 16                                                                      | 17                                                                      | 18                                                                      | 19                                                                      |
| ----------------------------------------------------------------------- | ----------------------------------------------------------------------- | ----------------------------------------------------------------------- | ----------------------------------------------------------------------- | ----------------------------------------------------------------------- | ----------------------------------------------------------------------- | ----------------------------------------------------------------------- | ----------------------------------------------------------------------- | ----------------------------------------------------------------------- | ----------------------------------------------------------------------- | ----------------------------------------------------------------------- | ----------------------------------------------------------------------- | ----------------------------------------------------------------------- | ----------------------------------------------------------------------- | ----------------------------------------------------------------------- | ----------------------------------------------------------------------- | ----------------------------------------------------------------------- | ----------------------------------------------------------------------- | ----------------------------------------------------------------------- | ----------------------------------------------------------------------- |
| Nummer                                                                  | 3                                                                       | 6                                                                       | 6                                                                       | 10                                                                      | 13                                                                      | 16                                                                      | 18                                                                      | 20                                                                      | 21                                                                      | 22                                                                      | 28                                                                      | 29                                                                      | 39                                                                      | 44                                                                      | 49                                                                      | 43                                                                      | 55                                                                      | 61                                                                      | 48                                                                      |
| Week                                                                    | 20                                                                      | 21                                                                      | 22                                                                      | 23                                                                      | 24                                                                      | 25                                                                      | 26                                                                      | 27                                                                      | 28                                                                      | 29                                                                      | 30                                                                      | 31                                                                      |                                                                         | 32                                                                      | 33                                                                      |                                                                         | 34                                                                      |                                                                         |                                                                         |
| Nummer                                                                  | 39                                                                      | 39                                                                      | 49                                                                      | 64                                                                      | 57                                                                      | 63                                                                      | 65                                                                      | 60                                                                      | 72                                                                      | 78                                                                      | 90                                                                      | 89                                                                      | uit                                                                     | 91                                                                      | 89                                                                      | uit                                                                     | 90                                                                      | uit                                                                     |                                                                         |